# 宁强县天津高级中学
宁强县天津高级中学，简称宁强天津中学，前身是创建于1942年的宁强县中学，1958年始设高中班，1992年转为完全高中。2008年5月，5•12汶川大地震波及宁强，校舍严重损毁。2008年8月，天津市开始对口援建并迁址迁址在县城七里坝新区建成新校区。2009年9月，新校址落成并投入使用，更名为宁强县天津中学。目前，宁强县天津高级中学是陕西省普通高中示范性学校。